# Oratorio di San Bernardo (Busalla)
L'oratorio di San Bernardo è un luogo di culto cattolico situato nel comune di Busalla, in via alla Chiesa, nella città metropolitana di Genova.

## Storia e descrizione
L'oratorio fu eretto nel primo decennio del XVII secolo. L'edificio fu costruito adiacente all'antico palazzo marchionale e accanto alla parrocchiale di san Giorgio.
In fronte all'oratorio, dove sarebbe ubicato l'attuale circolo parrocchiale, recenti studi archeologici hanno testimoniato la presenza di vecchie mura di cinta, probabilmente di una delle due torri che ricompaiono sullo stemma della città.